# بیشل
بیشل (به آلمانی: Bichl) یک شهر در آلمان است که در بایرن واقع شده‌است.

## خصوصیات
بیشل ۱۳٫۹۲ کیلومترمربع مساحت دارد ۶۲۵ متر بالاتر از سطح دریا واقع شده‌است.